# سفارة اليابان في أوكرانيا
سفارة اليابان في أوكرانيا هي أرفع تمثيل دبلوماسي لدولة اليابان لدى أوكرانيا. تقع السفارة في كييف وهي تهدف لتعزيز المصالح اليابانية في أوكرانيا.

## وصلات خارجية
- الموقع الرسمي
- قائمة سفارات اليابان
- قائمة السفارات في أوكرانيا